# Jinze

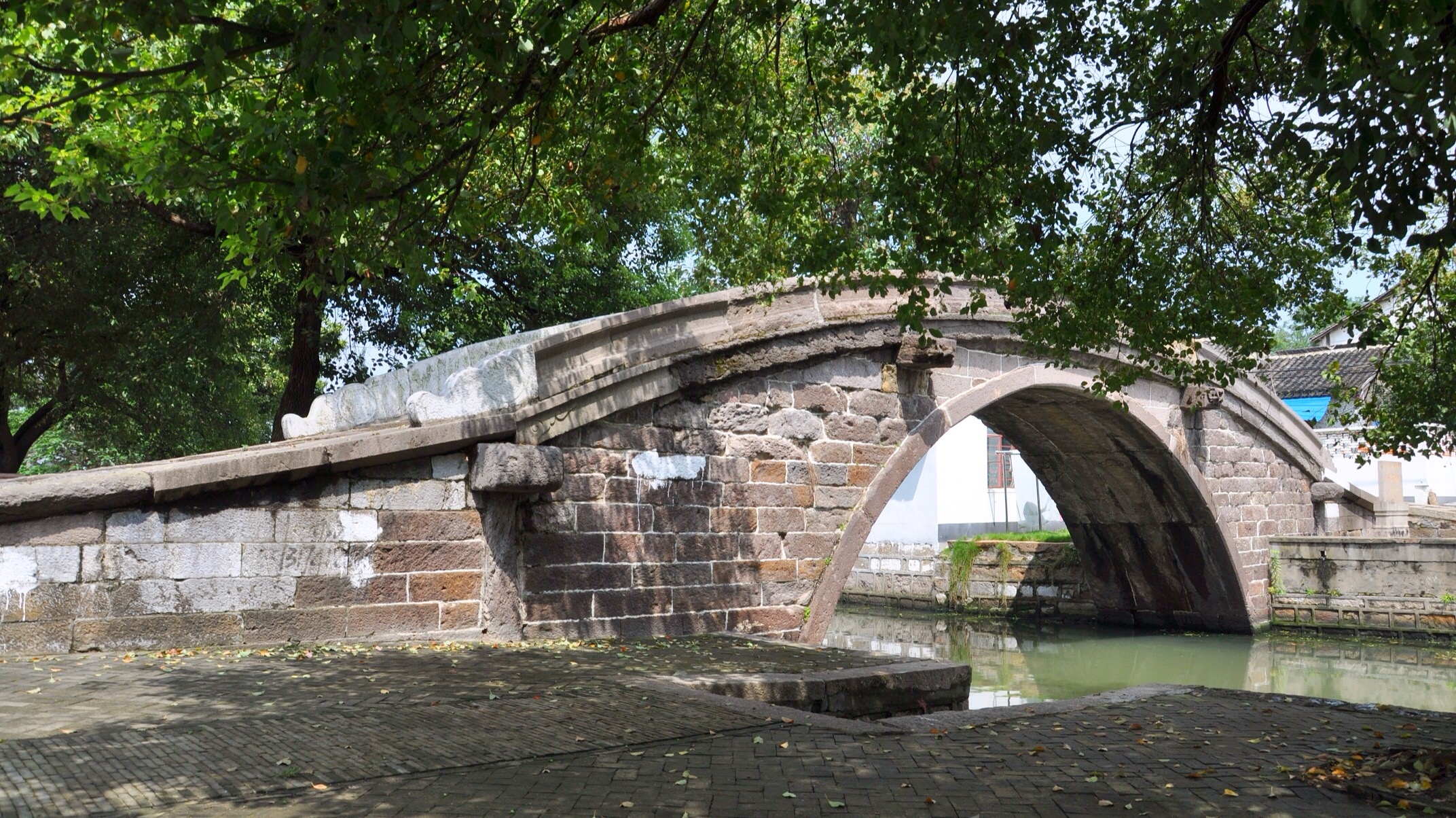
Puji-Brücke Geumje-jin Namshizue, Nördliche Song-Dynastie, erstes Jahr von Xianchun (1265)

Jinze (chinesisch 金泽镇, Pinyin Jīnzé Zhèn) ist eine der acht Großgemeinden im Stadtbezirk Qingpu in der chinesischen regierungsunmittelbaren Stadt Shanghai. 2010 hatte Jinze 67.735 Einwohner und eine Fläche von 108,3 km².
Jinze unterstehen 30 Dörfer und 5 Einwohnergemeinschaften.

## Infrastruktur
Jinze liegt an der Autobahn Shanghai–Chongqing (chinesisch 沪渝高速公路, Pinyin Hùyú gāosù gōnglù, englisch Huyu Expressway), chin. Abk. G50.